# Pakhtoszok
A pakhtoszok az ókori Perzsa Birodalom területén (ógörögül Pakhtikhé) élt népcsoport. Területük az Indus folyónál volt, Hérodotosz szerint szőrmékbe öltöztek, s sajátságos alakú íjakat és tőröket használtak. Hérodotosz így ir róluk:
„A pakhtoszok szőrös állatbőr köpenyt viseltek, otthon készült tőr és íj volt a fegyverük, s Artauntész, Artabanosz fia volt a vezetőjük.” (A görög-perzsa háború, 7, 67)